# Elisabeth af Anhalt
 Ikke at forveksle med Elisabeth af Anhalt (1563-1607).
Elisabeth af Anhalt (7. september 1857–20. juli 1933) var en tysk prinsesse af Anhalt, der var storhertuginde af Mecklenburg-Strelitz fra 1904 til 1914 som ægtefælle til storhertug Adolf Frederik 5. af Mecklenburg-Strelitz. Hun tilhørte Huset Askanien og var datter af hertug Frederik 1. af Anhalt.

## Biografi

### Tidlige liv
Prinsesse Elisabeth blev født den 7. september 1857 i Wörlitz i Anhalt som det tredje barn og ældste datter af Arveprins Frederik af Anhalt-Dessau-Köthen i hans ægteskab med Prinsesse Antoinette af Sachsen-Altenburg. Hendes far var den ældste søn af Hertug Leopold 4. af Anhalt-Dessau-Köthen, der herskede over det lille hertugdømme Anhalt-Dessau-Köthen i det centrale Tyskland. 
I 1863 blev hendes farfar, Hertug Leopold, den første hertug af det forenede hertugdømme Anhalt, da linjen Anhalt-Bernburg uddøde ved hertug Alexander Karl af Anhalt-Bernburg død. Ved farfaderens død i 1871 besteg Elisabeths far tronen som Hertug Frederik 1.

### Ægteskab
Prinsesse Elisabeth giftede sig den 17. april 1877 i Dessau med Arvestorhertug Adolf Frederik af Mecklenburg-Strelitz (1848–1914), eneste overlevende søn af Storhertug Frederik Vilhelm 2. af Mecklenburg-Strelitz og den britiske prinsesse Augusta af Cambridge. I ægteskabet blev der født fire børn.

### Senere liv
I 1904 døde hendes svigerfar, Storhertug Frederik Vilhelm 2. Hendes mand blev dermed storhertug af Mecklenburg-Strelitz som Adolf Frederik 5., og Elisabeth blev storhertuginde. Ved siden af sine selskabelige forpligtelser engagerede hun sig i flere velgørende formål, særligt skolevæsenet og sygeplejen.
Storhertug Adolf Frederik døde efter en regeringstid på 10 år i 1914, og Elisabeth blev enke. Ved Novemberrevolutionen i 1918 blev monarkierne afskaffet i Tyskland umiddelbart før afslutningen af 1. verdenskrig. Elisabeth overlevede sin mand med 19 år og døde 75 år gammel den 20. juli 1933 i Neustrelitz i Mecklenburg. Hun blev begravet i Mirow Slotskirke i Mecklenburg.

## Børn
- Marie (1878–1948)

∞ 1899–1908 Grev Georg Jametel (1859–1944)
∞ 1914 Prins Julius Ernst til Lippe(-Biesterfeld) (1873–1952)
- Jutta (1880–1946) – efter sit ægteskab tog hun navnet Militza

∞ 1899 Kronprins Danilo af Montenegro (1871–1939)
- Adolf Frederik (1882–1918) – sidste storhertug af Mecklenburg-Strelitz 1914–1918
- Karl Borwin (1888–1908)